# 索奇特尔·加尔韦斯
貝莎·索奇特爾·加維斯·魯伊斯（西班牙語：Bertha Xóchitl Gálvez Ruiz，西班牙語：[ˈsotʃitl]；1963年2月22日—），墨西哥電腦工程師、女性企業家、政治人物。2015年至2018年期間，她擔任墨西哥城米格爾·伊達爾戈區市長。自2018年以來，她一直擔任墨西哥聯邦議會的參議員。身為一名參議員，她加入了中間偏右的国家行动党，但在墮胎、毒品政策與社會支出等社會問題上，她通常堅持進步的政治立場。她在墨西哥国立自治大学（UNAM）攻讀電腦工程，並將其創業努力集中在智慧建築領域。2023年，她被墨西哥广泛阵线推選2024年墨西哥總統選舉的參選人。